# 릴레이 경기
릴레이 경기는 일정한 구간에서 몇명이 한 조가 되어 차례로 바턴을 주고받으면서 하는 경기이다. 달리기, 수영, 스키, 스케이트 등 다양한 종목에 접목할 수 있다.

## 같이 보기
- 400미터 이어달리기
- 1600미터 이어달리기
- 역전경주
- 릴레이